# مسجد نخلبارا سابرا
مسجد نخلبارا سابرا هو مسجد يقع في بلدة نخلبارا في بنغلاديش .

## الموقع
يقع المسجد على الأرض دكا كانتون وأرض القوات الجوية البنغلاديشية، ويقع مسجد نخلبارا سابرا بجانب قاعة الطعام لضباط سلاح الجو، وهناك مبان سكنية إضافية قريبة من المسجد يسكن فيها أعضاء البرلمان البنغلاديشي ويشار إليها باسم نزل النائب .

## وصلات خارجية
- موقع المسجد
- صورالمسجد